# Asphärische Linse
Eine asphärische Linse ist eine Linse mit mindestens einer von der Kugel- oder planen Form abweichenden brechenden Oberfläche. Durch die weitgehend frei formbare Fläche können Abbildungsfehler vermieden oder vermindert werden, die bei sphärischen Linsen unvermeidlich sind. Speziell kann man die sphärische Aberration völlig korrigieren. Die Fertigung einer asphärischen Fläche ist jedoch im Allgemeinen wesentlich aufwändiger als die einer sphärischen Fläche.

## Form

Pfeilhöhe bei einer asphärischen Linse

Die Form rotationssymmetrischer asphärischer Flächen wird in der Regel als Kegelschnitt (Kreis, Ellipse, Parabel, Hyperbel) plus ein Korrekturpolynom für Deformationen höherer Ordnung angegeben. Nichtrotationssymmetrische asphärische Flächen können außeraxiale Ausschnitte solcher Kegelschnitte, aber auch in allen Richtungen frei definierte optische Flächen (Freiform-Asphären) sein.
{\displaystyle z(r)={\frac {\rho r^{2}}{1+{\sqrt {1-(1+k)(\rho r)^{2}}}}}+\sum _{i=2}^{n}A_{\mathrm {2i} }\cdot r^{2i}+\sum _{i=1}^{m}A_{\mathrm {2i+1} }\cdot |r|^{2i+1}}
Formel nach DIN ISO 10110 Optik und Photonik – Erstellung von Zeichnungen für optische Elemente und Systeme, Teil 12 Asphärische Oberflächen mit:
- {\displaystyle z} = Pfeilhöhe
- {\displaystyle r} = Abstand senkrecht zur Achse (Einfallshöhe)
- {\displaystyle \rho } = Scheitelkrümmung (Scheitelradius {\displaystyle R=1/\rho })
- {\displaystyle k} = konische Konstante
- {\displaystyle A_{2i}} = gerade Koeffizienten des Korrekturpolynoms
- {\displaystyle A_{2i+1}} = ungerade Koeffizienten des Korrekturpolynoms (werden nur selten verwendet)
- {\displaystyle \max(2n,2m+1)} = Grad des Korrekturpolynoms (meist ist {\displaystyle m<n})

Das paraxiale Verhalten der asphärischen Fläche wird nur von der Scheitelkrümmung {\displaystyle \rho } bestimmt.
Sonderfälle asphärischer Linsen sind die Zylinderlinse (konstanter Krümmungsradius in einer Schnittebene, unendlicher Krümmungsradius in der dazu senkrechten Schnittebene) und die torische Linse (zwei verschiedene Krümmungsradien in zwei zueinander senkrechten Schnittebenen).

### Berechnung an plankonvexer Linse

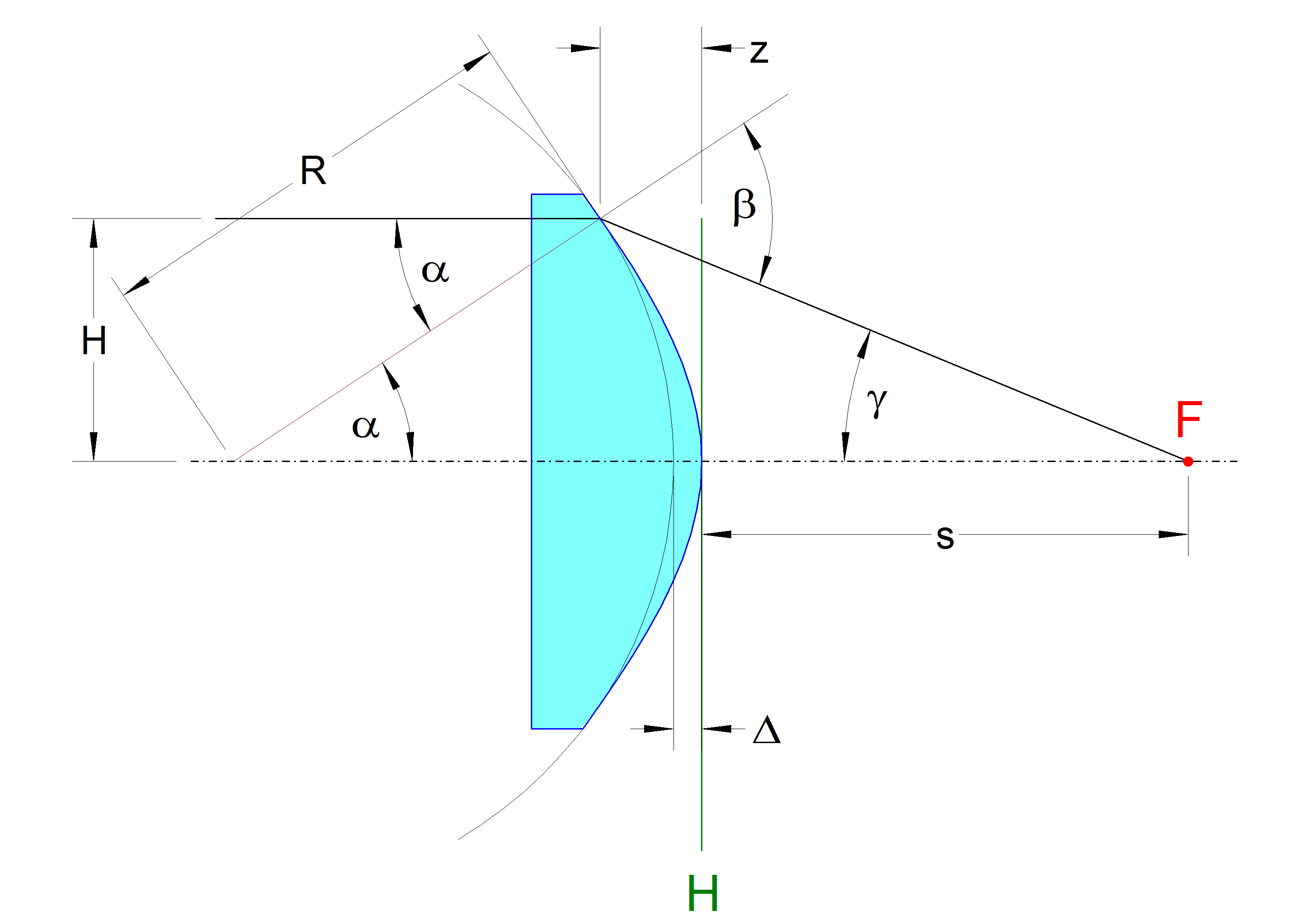
Zur Schnittweite s bei einer optischen Abbildung mit einer plankonvexen, asphärischen Linse mit der Hauptebene H (grün), dem Brennpunkt F (rot), dem Brechungsindex n = 1,5 und dem Krümmungsradius R bei gegebener Einfallshöhe H.

Anhand einer plankonvexen Linse kann die Form der entsprechenden asphärischen Oberfläche verhältnismäßig leicht veranschaulicht werden. Betrachtet man eine optische Abbildung aus dem Unendlichen mit parallelem, monochromatischem Licht durch eine solche Linse mit dem Krümmungsradius {\displaystyle R} bei der Einfallshöhe {\displaystyle H}, ergibt sich die in nebenstehender Abbildung dargestellte Situation.
Zur Berechnung der asphärischen Oberfläche können Lichtstrahlen betrachtet werden, die mit der Einfallshöhe {\displaystyle H} parallel zur optischen Achse auf die gegenstandsseitige, plane Linsenfläche fallen. Diese werden beim Eintritt in das optisch dichtere Medium des Linsenmaterials mit dem Brechungsindex {\displaystyle n} nicht gebrochen, da sie senkrecht auftreffen. Bildseitig bilden diese Strahlen zum Oberflächenlot der Linse in der Linse den Winkel {\displaystyle \alpha } und außerhalb der Linse den Winkel {\displaystyle \beta }. Diese Winkel verhalten sich wie durch das Snelliussche Brechungsgesetz beschrieben. Dabei gelten die folgenden Beziehungen:
{\displaystyle \sin(\alpha )={\frac {H}{R}}}
{\displaystyle \sin(\beta )={\frac {n\cdot H}{R}}}
Die optische Achse schneiden diese Strahlen dann unter dem Winkel
{\displaystyle \gamma =\beta -\alpha }
Für achsennahe Strahlen ({\displaystyle H\rightarrow 0}) ergibt sich eine bildseitige Schnittweite {\displaystyle s_{0}} respektive Brennweite {\displaystyle f} von:
{\displaystyle f=s_{0}=R_{0}\cdot \left({\frac {n}{n-1}}-1\right)},
wobei {\displaystyle R_{0}} der Radius im Scheitel der Linse auf der optischen Achse ist.
Die Pfeilhöhe {\displaystyle z}, gemessen von der Hauptebene der Linse, kann dann in Abhängigkeit von der Einfallshöhe {\displaystyle H} mit Hilfe einiger Hilfsgrößen ausgehend von {\displaystyle H_{0}=0} und {\displaystyle \Delta _{0}=0} in Schritten von {\displaystyle \Delta H} iterativ ermittelt werden:
{\displaystyle H_{i}=H_{i-1}+\Delta H}
{\displaystyle z_{i}=\Delta _{i-1}+R_{i-1}-{\sqrt {R_{i-1}^{2}-H_{i}^{2}}}}
{\displaystyle \gamma _{i}=\arctan {\frac {H_{i}}{f+z_{i}}}}
{\displaystyle R_{i}={\sqrt {\left({{\frac {n\cdot H_{i}}{\sin {\gamma _{i}}}}-f-z_{i}}\right)^{2}+H_{i}^{2}}}}
{\displaystyle \alpha _{i}=\arcsin {\frac {H_{i}}{R_{i}}}}
{\displaystyle \beta _{i}=\arcsin {\frac {n\cdot H_{i}}{R_{i}}}}
Für die Schnittweite {\displaystyle s_{i}} vom Scheitelpunkt der Kugel mit dem Radius {\displaystyle R_{i}} auf der optischen Achse gilt:
{\displaystyle s_{i}={\frac {n\cdot H_{i}}{\sin \gamma _{i}}}-R_{i}}
Schließlich ergibt sich der Scheitelabstand {\displaystyle \Delta _{i}} von der Hauptebene aus der Differenz dieser Schnittweite mit der Schnittweite bei paraxialen Strahlen {\displaystyle s_{0}}:
{\displaystyle \Delta _{i}=s_{i}-s_{0}}

#### Beispiel

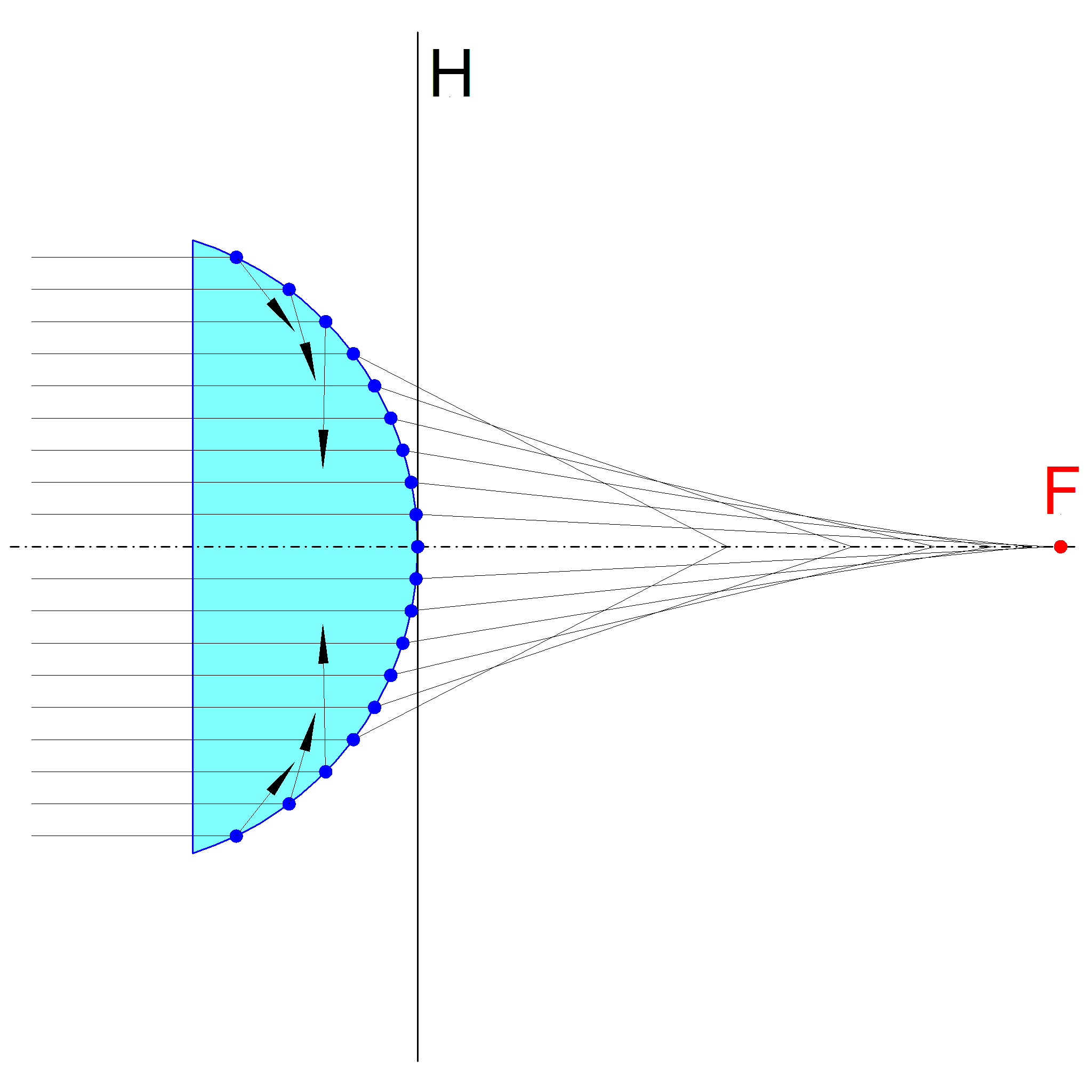
Design einer plankonvexen, sphärischen Linse mit den Einfallshöhen H in Zehnerschritten bis ±90 mit einem Brechungsindex von 1,5, einem konstanten Krümmungsradius von 100 und einer Brennweite von 200. Mit zunehmender Einfallshöhe nimmt die von der Hauptebene H gemessene Schnittweite immer weiter ab, und einfallende Strahlen mit Einfallshöhen von ±70 und größeren Beträgen werden innerhalb der Linse sogar totalreflektiert und tragen daher gar nicht zur optischen Abbildung bei. Nur achsnahe Strahlen schneiden die optische Achse in die Nähe des Brennpunktes F.

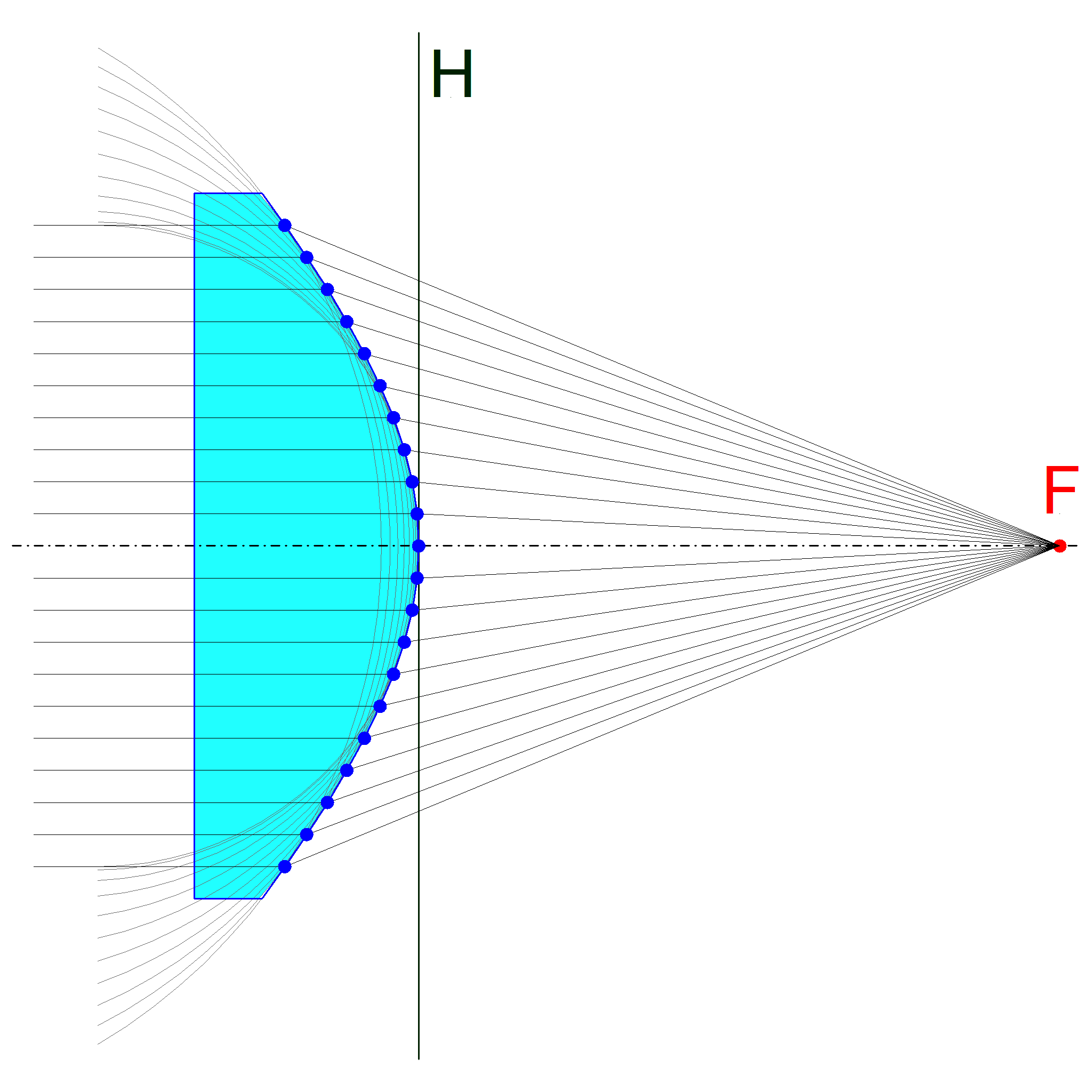
Design einer plankonvexen, asphärischen Linse mit den Einfallshöhen H in Zehnerschritten bis ±100 entsprechend der Beispieltabelle mit einem Brechungsindex von 1,5, einem Krümmungsradius im Scheitelpunkt auf der optischen Achse von 100 und einer Brennweite von 200. Für alle Einfallshöhen ergibt sich dieselbe von der Hauptebene H gemessene Schnittweite, und alle gebrochenen Strahlen schneiden die optische Achse im Brennpunkt F.

In der folgenden Tabelle sind einige auf diese Weise berechnete Beispielwerte für {\displaystyle n=1{,}5}, und den einheitenlosen Längenmaßen {\displaystyle R_{0}=100} und {\displaystyle f=s_{0}=200} angegeben. Mit zunehmender Einfallshöhe werden die Krümmungsradien immer größer und sowohl die Mittelpunkte als auch Scheitelpunkte der entsprechenden Kreise entfernen sich objektseitig immer weiter von der Hauptebene.
| Einfallshöhe {\displaystyle H} | Pfeilhöhe {\displaystyle z} | Radius {\displaystyle R} | Scheitel- abstand {\displaystyle \Delta } | Winkel {\displaystyle \alpha } in ° | Winkel {\displaystyle \beta } in ° | Winkel {\displaystyle \gamma } in ° |
| ------------------------------ | --------------------------- | ------------------------ | ----------------------------------------- | ----------------------------------- | ---------------------------------- | ----------------------------------- |
| 0                              | 0,0                         | 100,0                    | 0,0                                       | 0,0                                 | 0,0                                | 0,0                                 |
| 10                             | 0,5                         | 101,1                    | 0,0                                       | 5,7                                 | 8,5                                | 2,9                                 |
| 20                             | 2,0                         | 104,4                    | 0,1                                       | 11,0                                | 16,7                               | 5,7                                 |
| 30                             | 4,5                         | 109,7                    | 0,3                                       | 15,9                                | 24,2                               | 8,3                                 |
| 40                             | 7,8                         | 116,7                    | 0,8                                       | 20,0                                | 30,9                               | 10,9                                |
| 50                             | 12,0                        | 125,2                    | 1,6                                       | 23,5                                | 36,8                               | 13,3                                |
| 60                             | 16,9                        | 134,8                    | 2,8                                       | 26,4                                | 41,9                               | 15,5                                |
| 70                             | 22,4                        | 145,3                    | 4,5                                       | 28,8                                | 46,3                               | 17,5                                |
| 80                             | 28,5                        | 156,6                    | 6,5                                       | 30,7                                | 50,0                               | 19,3                                |
| 90                             | 34,9                        | 168,5                    | 8,9                                       | 32,3                                | 53,2                               | 21,0                                |
| 100                            | 41,8                        | 180,8                    | 11,6                                      | 33,6                                | 56,0                               | 22,5                                |
| 110                            | 48,9                        | 193,6                    | 14,6                                      | 34,6                                | 58,5                               | 23,8                                |
| 120                            | 56,3                        | 206,6                    | 17,9                                      | 35,5                                | 60,6                               | 25,1                                |
| 130                            | 63,9                        | 219,9                    | 21,4                                      | 36,2                                | 62,5                               | 26,2                                |
| 140                            | 71,7                        | 233,4                    | 25,0                                      | 36,9                                | 64,1                               | 27,3                                |
| 150                            | 79,6                        | 247,1                    | 28,9                                      | 37,4                                | 65,6                               | 28,2                                |
| 160                            | 87,7                        | 260,9                    | 32,9                                      | 37,8                                | 66,9                               | 29,1                                |
| 170                            | 95,8                        | 274,9                    | 37,0                                      | 38,2                                | 68,1                               | 29,9                                |
| 180                            | 104,1                       | 288,9                    | 41,2                                      | 38,5                                | 69,2                               | 30,6                                |
| 190                            | 112,4                       | 303,0                    | 45,5                                      | 38,8                                | 70,1                               | 31,3                                |
| 200                            | 120,9                       | 317,3                    | 49,9                                      | 39,1                                | 71,0                               | 31,9                                |

Bis zu einer Einfallshöhe von 140 entspricht die konvexe Oberfläche dieser Linse nach DIN ISO 10110-12 (siehe oben) ohne weitere asphärische Parameter in den höheren Gliedern relativ genau der Beziehung für einen Hyperboloiden mit der konischen Konstante k = -2:
{\displaystyle z(H)={\frac {H^{2}}{R_{0}\left(1+{\sqrt {1+\left({\frac {H}{R_{0}}}\right)^{2}}}\right)}}={\frac {H^{2}}{R_{0}+{\sqrt {R_{0}^{2}+H^{2}}}}}}

## Anwendungen
- Asphärische Kondensorlinsen werden zur Lichtbündelung in Projektoren und Scheinwerfern eingesetzt und ermöglichen hier eine höhere Lichtausbeute, da die Apertur vergrößert werden kann, ohne dass die sphärische Aberration stört.
- Asphärische Brillengläser: durch die Abweichung von der Kugelform lassen sich flachere, dünnere, leichtere und optisch bessere Brillengläser, insbesondere für Weitsichtige (Hyperope), herstellen. Außerdem sind mit multifokalen Gleitsichtgläsern Gleitsichtbrillen möglich, bei denen die Linsen nicht rotationssymmetrisch sind und die die schlechtere Akkommodation im Alter ausgleichen.
- Hochwertige Okulare, insbesondere Weitwinkelokulare von Fernrohren und Ferngläsern mit Bildwinkeln bis zu 70°, bestehen aus bis zu 8 teils miteinander verkitteten Linsen, und werden manchmal mit einer asphärischen Fläche versehen.
- Zoom-(Vario-)Optiken mit variabler Brennweite, z. B. Fotoobjektive. Diese sind umso schwerer zu berechnen und herzustellen, je größer ihr Brennweitenbereich ist, denn die Korrektur der Abbildungsfehler muss als Kompromiss für alle einstellbaren Brennweiten erfolgen. Solche Systeme haben deshalb oft viele Linsen, teils mehr als 15, und sie können zum Teil nur durch Asphären mit akzeptablen Abbildungsfehlern verwirklicht werden. Es kann auch für einfachere Objektive ökonomisch sinnvoll sein, Asphären einzusetzen, da sich diese durch Abformen (siehe weiter unten) relativ preisgünstig herstellen lassen, und man damit entsprechend weniger Linsen braucht, um die Fehler ausreichend zu korrigieren.
- Fotoobjektive mit hoher Lichtstärke oder Weitwinkelobjektive mit besonders großem Bildwinkel. Wenn man die Apertur oder den Bildwinkel der Objektive sehr groß macht, wachsen die Abbildungsfehler stark an und erfordern einen hohen Korrektionsaufwand. Asphärische Flächen sind dabei hilfreich, um die Fehler gut zu korrigieren und zugleich die Linsenzahl sowie Größe und Gewicht des Objektivs nicht übermäßig anwachsen zu lassen.
- die asphärische Korrekturplatte des Schmidt-Teleskops. Sie beseitigt die sphärische Aberration des Hauptspiegels fast vollständig, welche sonst das Auflösungsvermögen bzw. das Bildfeld mindert.
- Fokussierlinsen für Diodenlaserstrahlung können asphärisch sein, um die großen Aperturen zu bewältigen. Eine Alternative sind Gradientenlinsen.
- Bei Außenspiegeln von Autos, vor allem an Fahrerseite angewendet.

## Herstellung
Die Herstellung von asphärischen Oberflächen kann durch eine Reihe von Verfahren erfolgen:

### Schleifen
Schleifen ist das älteste, aber auch aufwändigste Verfahren, um asphärische Glaslinsen herzustellen. Schon mehrere Jahrzehnte gibt es Fotoobjektive mit solchen Linsen, aber bis zur Serienreife von Abformverfahren waren sie auf besonders hochwertige und teure Objektive beschränkt. Seit dem Jahr 2000 hat sich die Maschinentechnik auf Basis von CNC-Steuerungen soweit weiterentwickelt, dass heute (Stand 2013) der Einsatz von CNC-Maschinen zur Fertigung von Asphären gängige Praxis ist. Die CNC-Bearbeitung ermöglicht auch die Bearbeitung von Quarzen oder von Optiken mit großen Durchmessern, die mittels Abformung gar nicht oder nicht in der benötigten Güte hergestellt werden können.

### Abformung
Dieses für Serienfertigung kostengünstige Verfahren wird häufig für Kamera-, Kondensorlinsen sowie für Laser-Pick-Up-Optiken bspw. in DVD-Playern eingesetzt.
- Asphärische Linsen aus Kunststoff können durch Abformen sehr preisgünstig hergestellt werden. Für Fotoobjektive ist jedoch ihre Formgenauigkeit und Konstanz ihrer Eigenschaften nicht gut genug.
- Man kann auf eine sphärische Glaslinse eine Kunststoffschicht mit asphärischer Oberfläche aufpressen. Die Qualität eines solchen Elements ist für Fotoobjektive mittlerer Güte ausreichend.
- Für hochwertige Fotoobjektive wird seit den 1970er Jahren eine Glaslinse direkt mit einer abgeformten asphärischen Oberfläche hergestellt (Blankpressen).[1] Man braucht dafür aber geeignete Gläser mit nicht zu hoher Transformationstemperatur, denn das Material der Pressstempel ist nur begrenzt temperaturbeständig. Man kann somit nicht jedes optische Glas verwenden.

### Magnetorheologisches Polieren
Als magnetorheologisches Polieren (englisch Magneto Rheological Finishing, MRF) bezeichnet man ein Polierverfahren von optischen Komponenten wie Linsen. Das Verfahren kann auch zur lokalen Korrektur eingesetzt werden.

### Ion-Beam Figuring
Ion-Beam Figuring (auch Ion-Milling genannt) ist ein Oberflächenbearbeitungsverfahren, bei dem das Material mittels eines Ionenstrahls abgetragen wird, sozusagen ein Sandstrahler auf atomarer Ebene.

### Mechanische Spannung
Die Optik kann während des Schleifens durch Krafteinwirkung verformt werden; sie wird dann sphärisch geschliffen. Die sphärische Fläche entformt sich nach Lösen der Verspannung und ergibt so die Asphäre. Ein Beispiel hierfür ist die Schmidt-Platte, diese wird durch einen Unterdruck verformt und dann auf einer Seite plan geschliffen.
Alternativ kann eine sphärische Fläche durch Krafteinwirkung zu einer Asphäre verformt werden.

## Vermessung
Eine entscheidende Rolle bei der Herstellung asphärischer Linsen nimmt die Messtechnik ein. Je nach Fertigungsverfahren und Bearbeitungsstand werden verschiedene Messaufgaben unterschieden:
- Form der Asphäre
- Oberflächenformabweichung
- Anstiegsfehler
- Mittendicke
- Rauheit

Man unterscheidet taktile, also berührende, und berührungslose Messverfahren. Die Entscheidung, welches Verfahren zum Einsatz kommt, hängt neben der Genauigkeit vom Bearbeitungszustand ab.

### Taktile Vermessung
Taktile Messungen werden zwischen zwei Arbeitsgängen des Schleifens durchgeführt, um die Form der Asphäre zu kontrollieren und den nachfolgenden Arbeitsschritt anzupassen. Dabei wird mit einem s.g. Taster ein Schnitt über die Oberfläche gemessen. Durch die Rotationssymmetrie der Linse liefert die Kombination mehrerer dieser Profile Kenntnis über deren Form. Nachteil taktiler Verfahren ist die mögliche Beschädigung der Linsenoberfläche durch den Taster.

### Optische/berührungslose Vermessung
Interferometer kommen zum Einsatz, wenn empfindliche oder fertig polierte Flächen vermessen werden. Durch Überlagerung eines Referenzstrahls mit dem von der zu messenden Fläche reflektierten Strahl entstehen Fehlerkarten, so genannte Interferogramme, welche eine vollflächige der Oberflächenformabweichung darstellen.

#### Computergeneriertes Hologramm (CGH)
Eine Methode zur interferometrischen Bestimmung der Abweichung der Linse zur Sollgeometrie stellen computergenerierte Hologramme (CGHs) dar. Diese erzeugen eine asphärische Wellenfront in der Soll-Form und ermöglicht dadurch die Bestimmung von Abweichungen der Linse zur Soll-Form in einem Interferenzbild. CGHs müssen speziell für jeden Prüfling gefertigt werden und sind dadurch nur für die Serienfertigung wirtschaftlich.

#### Interferometrische Vermessung
Eine weitere Möglichkeit ist die interferometrische Vermessung von Asphären in Teilbereichen, mit minimalen Abweichungen zur Best-Fit-Sphäre, und anschließender Kombination der Teilmessungen zu einem vollflächigen Interferogramm. Diese sind sehr flexibel im Vergleich zu CGHs und eignen sich auch für die Fertigung von Prototypen und Kleinserien.